# Beuker
Beuker is een Duits historisch merk van motorfietsen.
De bedrijfsnaam was: Alois Beuker GmbH, later Alois Beuker GmbH, Inh. W. Weibel, Bocholt in Westfalen.
Vrij snel na de Eerste Wereldoorlog begon Alois Beuker in 1921 met de productie van kleine hulpmotoren voor fietsen en lichte motorfietsjes met 231cc-tweetaktmotoren. Later volgden modellen met tweetaktblokken van 145-, 173-, 198- en 246 cc uit eigen fabriek. Het waren robuuste motorfietsen, met stevige frames, die in Duitsland "Bauernmotorräder" werden genoemd. Ze waren ook bedoeld voor de bevolking in landelijke gebieden die er stevige, betaalbare en betrouwbare motorfietsen aan had. De machines werden echter niet doorontwikkeld en rond 1927 begonnen te modellen te verouderen. In 1929 werd de productie beëindigd.